# New Corella
New Corella ist eine philippinische Stadtgemeinde in der Provinz Davao del Norte. Sie hat 54.844 Einwohner (Zensus 1. August 2015).

## Baranggays
New Corella ist politisch in 20 Baranggays unterteilt.
| - Cabidianan - Carcor - Del Monte - Del Pilar - El Salvador - Limba-an - Macgum - Mambing - Mesaoy - New Bohol | - New Cortez - New Sambog - Patrocenio - Poblacion - San Roque - Santa Cruz - Santa Fe - Santo Niño - Suawon - San Jose |